# Asarum campaniflorum
Asarum campaniflorum är en piprankeväxtart som beskrevs av Yong Wang & Q.F.Wang. Asarum campaniflorum ingår i släktet hasselörter, och familjen piprankeväxter. Inga underarter finns listade i Catalogue of Life.